# Општина Амарашти (Валча)
Амарашти (рум. Amărăşti) општина је у Румунији у округу Валча.
Oпштина се налази на надморској висини од 296 m.